# Universitat popular
|  | Per a altres significats, vegeu «Universitat Popular (Catalunya)». |

La universitat popular  és una organització o institució educativa i cultural creada per grups, associacions i organitzacions socials per promoure l'educació popular de sabers teòrics i pràctics adreçada a tota la població, especialment a sectors populars –treballadors (proletariat), pagesos, emigrants, dones– que no tenen accés a l'educació. En el seu ideari les Universitats Populars són associacions sense ànim de lucre.
El seu origen i desenvolupament es produeix a França al canvi del segle xix al xx i s'estén per altres països d'Europa i després per la resta del món.

## Denominació
La denominació d'Universitats Populars inclou nombroses organitzacions i associacions, creades en l'àmbit dels municipis i ajuntaments, de caràcter cultural, educatiu, polític i social. Des del seu inici el 1.899 continuen creant-se durant el segle XX i el XXI, tant a Europa com a Amèrica, Àsia i Àfrica.
Quan el públic al qual van dirigides les universitats populars és només adult també es denominen escoles d'adults i escoles nocturnes, creades específicament perquè els treballadors puguin assistir-hi després de la jornada laboral. També hi ha el terme d'educació contínua o educació per extensió per referir-se a l'educació durant tota la vida. Els organismes educatius que s'encarreguen d'aquesta formació no només són les Universitats Populars, també les universitats oficials i altres institucions acullen aquestes pràctiques de formació continuada.
Les Universitats Populars actives en els països desenvolupats venen a cobrir les deficiències o els aspectes que no cobreix l'ensenyament oficial o sectors de la població que es troben fora de la formació reglada establerta per l'Estat. En els països menys desenvolupats segueixen complint la funció inicial per a la qual van ser creades a França i altres països d'Europa: alfabetització, formació de les dones, protecció de la infància, organització de les comunitats, desenvolupament econòmic i social, formació tècnica i científica així com de desenvolupament artístic i cultural.

## Història de les Universitats Populars

### Origen del terme Universitat Popular
El concepte original s'atribueix al mestre, escriptor, poeta, filòsof i pastor luterà danès Nikolai Frederik Severin Grundtvig (1783-1872). Grundtvig es va inspirar en l'Informe per a l'Organització General de la Instrucció Pública del francès Nicolas de Condorcet, escrit el 1792 durant la Revolució Francesa. Les actuals escoles lliures i els escoles populars de Dinamarca són herència de la seva gran influència.

### Les Universitats Populars a França
Les Universitats Populars apareixen a França com a resposta a la crisi que pateix l'educació i la Universitat del segle xix i l'aparició de moviments socials, polítics i educatius que propugnen l'apropament de la cultura i la ciència a la població, i consideren necessària i imprescindible l'alfabetització i la formació del poble, és a dir, de les capes menys formades i allunyades dels centres culturals de la societat, tant de les poblacions rurals, com de l'incipient proletariat i altres sectors marginats.

#### Antecedents
El 1866, durant el Segon Imperi, Jean Macé va fundar l' Ligue de l'Enseignement  dedicada a la instrucció popular. Tot i la ruptura entre els anarquistes i els marxistes, en el cèlebre Congrés de la Haia de 1872, l'educació popular seguiria sent una part molt important del moviment dels treballadors, especialment del moviment anarcosindicalista que va crear, amb Fernand Pelloutier, diversos centres on els treballadors debatien sobre política i ciències (Borsa de Treball de Bourges, 1897). Les lleis de Jules Ferry que es van aprovar en la dècada de 1.880 van establir l'educació pública obligatòria, gratuïta i laica com un dels principis fundadors de la Tercera República Francesa.

#### Antisemitisme i el cas Dreyfus
A França, les universitats populars apareixen en el context del cas Dreyfus (dècada de 1890). Enfront de la irracionalitat i les idees antisemites d'autoritats i població, nombrosos intel·lectual és i filòsofs amb el suport d'alguns polítics i sindicalistes i amb la bandera dels principis republicans sorgeixen les universitats populars oferint una resposta humanista, laica i republicana per a tots els sectors socials. Alguns mestres oferien xerrades educatives gratuïtes sobre temes humanistes, per tal de lluitar contra la propagació de l'antisemitisme a França.

#### La primera Universitat Popular de França
La primera Universitat Popular francesa apareix a París el 1.899 a iniciativa de George Deherme i els treballadors de Montreuil-sous-Bois. El 1899, Deherme fa una crida a la revista La Coopération des idées  a favor de l'ensenyament popular superior amb l'objectiu de formar el proletariat per al futur. La crida rep múltiples suports, entre d'altres els de Gabriel Séailles, defensor i gran promotor de les Universitats Populars. Aquest mateix any, 1899, també es constitueix la Federació d'Universitats Populars. A França van tenir un gran desenvolupament i expansió i se'n van arribant a comptabilitzar 230.

#### L'educació popular
Ja existia, tant en França com en molts altres països, una tradició en l'educació popular per la qual es porten a terme, bàsicament per als treballadors i altres sectors allunyats dels centres culturals i educatius, l'organització d'activitats culturals, programes d'alfabetització, activitats artístiques, musicals, científiques i tècniques, en principi adreçades a les capes populars (d'aquí el seu nom) però obertes a tot el públic, que en el seu propi desenvolupament van acabar promovent programes i processos educatius de molt més abast i contingut.

### Les Universitats Populars a Espanya
A Espanya, durant la segona meitat del segle xviii les Societats Econòmiques d'Amics del País tenien origen i objectius inicials molt diferents dels de les universitats populars: fomentar el desenvolupament del país i l'impuls de la l'agricultura, el comerç i la indústria, afavorint la difusió de la cultura, el debat polític i la formació a diferents grups de la societat. Moltes d'aquestes societats van desenvolupar escoles populars adreçades a tots els ciutadans.
La primera Universitat Popular a Espanya ve de la mà del grup krausista d'Astúries, que promou a Oviedo la seva creació l'any 1896 amb l'objectiu d'estendre la cultura, que era patrimoni d'una minoria, al poble. Les Universitats Populars van tenir una pervivència escassa.
En 1903 Vicente Blasco Ibáñez funda la Universitat Popular de València, que perdurarà fins a 1928. Altres es van crear i van tenir, en la majoria dels casos, vides efímeres: Madrid (1904-1911), Sevilla (1905-1910), la Universitat Popular Catòlica de València (1906-1915), La Corunya (1906-1911) –impulsada per Wenceslao Fernández Flórez–, Segòvia (1919) –impulsada per Antonio Machado–, que va perviure fins a la fi de la segona república.
El projecte de l'Escola Nova va ser una gran fita. La va crear el 1910 l'historiador i polític Manuel Núñez de Arenas. L'Escola Nova comptarà amb el suport i col·laboració, entre d'altres, de Manuel Azaña i Leopoldo Alas.
Durant la Segona República van aparèixer projectes molt ambiciosos, coordinats i promoguts per la Unió Federal d'Estudiants Hispans (UFEH) i les Federacions Universitàries d'Estudiants Locals (FUE). Molts projectes van haver de fer-se més modestos i plantejar-se la lluita contra l'analfabetisme.

#### La Universitat Popular de Cartagena
També el 1931, ja instaurada la Segona República, va sorgir la Universitat Popular de Cartagena (1931), iniciativa amb gran desenvolupament, especialment per la tasca que van dur a terme Carmen Conde i Antonio Oliver en alfabetització, protecció de la infància i educació de les dones.

#### Les Missions Pedagògiques de la Segona República
L'any 1931, la Segona República Espanyola crea el projecte educatiu espanyol de les Missions Pedagògiques –inspirat en la Institución Libre de Enseñanza– per a la difusió de la cultura a les allunyades poblacions rurals, apartades del moviment educatiu i cultural. La seva activitat va finalitzar al començament de la guerra civil a 1936.